# Acrometopia cellularis
Acrometopia cellularis är en tvåvingeart som beskrevs av Blanchard 1852. Acrometopia cellularis ingår i släktet Acrometopia och familjen markflugor. Inga underarter finns listade i Catalogue of Life.